# Manulife Centre
 (mai 2023).
Si vous disposez d'ouvrages ou d'articles de référence ou si vous connaissez des sites web de qualité traitant du thème abordé ici, merci de compléter l'article en donnant les références utiles à sa vérifiabilité et en les liant à la section « Notes et références ».

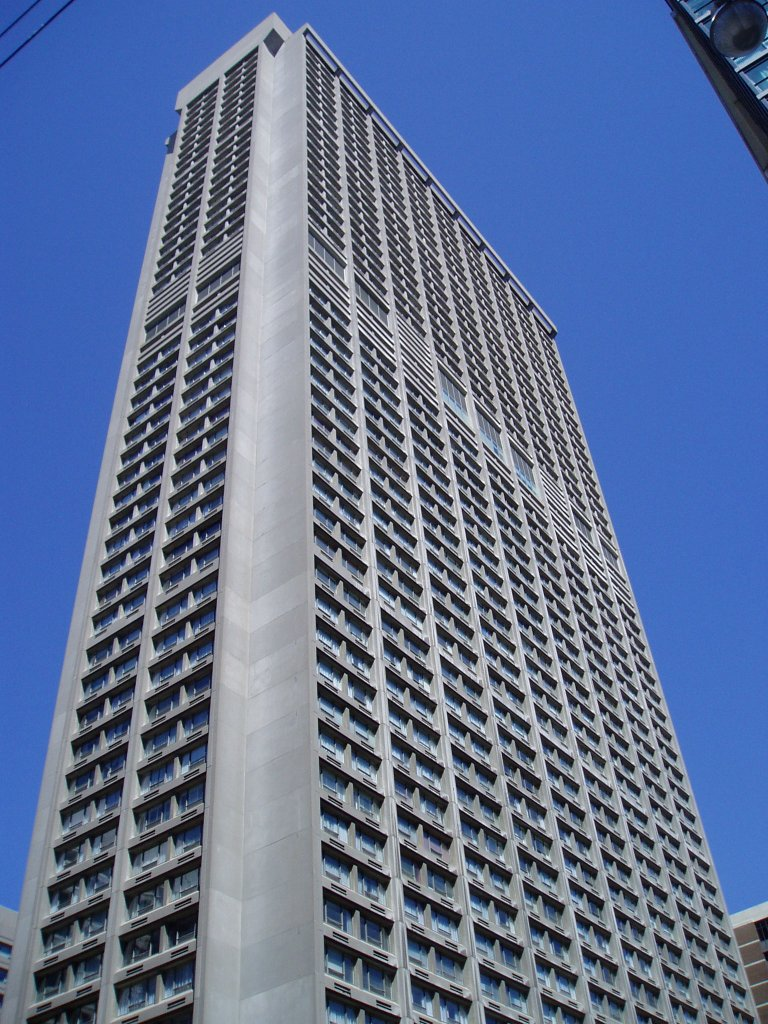
Le gratte-ciel résidentiel du Manulife Centre

Le Manulife Centre est un ensemble de deux buildings construits dans les années 1970 dans la ville de Toronto, en Ontario, au Canada. Le complexe est composé d'un gratte-ciel résidentiel de 55 étages et d'un bâtiment abritant un centre commercial.